# موريس ويست
موريس ويست (بالإنجليزية: Morris West)‏ هو كاتب أسترالي، ولد في 26 أبريل 1916 في St Kilda, Victoria ‏ في أستراليا، وتوفي في 9 أكتوبر 1999 في سيدني في أستراليا.

## وصلات خارجية
- موريس ويست على موقع IMDb (الإنجليزية)
- موريس ويست على موقع الموسوعة البريطانية (الإنجليزية)
- موريس ويست على موقع مونزينجر (الألمانية)
- موريس ويست على موقع قاعدة بيانات برودواي على الإنترنت (الإنجليزية)
- موريس ويست على موقع قاعدة بيانات الفيلم (الإنجليزية)